# Willy Reynders
Willy Reynders (Geel, 16 april 1954) is een gewezen Belgische voetbalcoach. Hij was tot 2018 sportief directeur bij KSC Lokeren.

## Carrière
Reynders speelde als voetballer voor FC Excelsior Vorst en Looi Sport. Zijn trainerscarrière begon midden jaren 80. Na twee seizoenen bij Standaard Viversel werd hij gedurende drie seizoenen trainer van het Limburgse Eendracht Gerhees. Nadien ging Reynders aan de slag bij SK Bree en Beerschot VAC.
In 1992 werd de Limburger bij eersteklasser KSK Beveren de assistent van Jos Daerden. Na enkele seizoenen stapte hij over naar KV Mechelen, waar hij de assistent werd van Walter Meeuws. Nog voor de start van het seizoen 1995/96 werd Meeuws ontslagen, waarna Reynders gepromoveerd werd tot hoofdcoach. Ook een jaar later mocht hij blijven als trainer, maar in de loop van het seizoen werd hij vervangen door Georges Heylens.
Nadien trok Reynders naar SK Tongeren alvorens in 1997 voor een eerste keer bij KSC Lokeren te belanden. Hij werd de opvolger van Fi Van Hoof. Tijdens het seizoen 1999/00 werd hij na twee speeldagen ontslagen en opgevolgd door zijn assistenten Ronny Van Geneugden en Rudy Cossey. Later nam Georges Leekens het roer over.
Vervolgens keerde Reynders terug naar Limburg waar hij trainer werd van Sint-Truiden VV. Maar in de loop van zijn tweede seizoen bij de Kanaries werd hij opnieuw aan de deur gezet. Hij keerde terug naar Lokeren, waar hij ditmaal scout en jeugdverantwoordelijke werd. Nadien werd hij coach in de hoofdstad van Kameroen bij Canon Yaoundé waarmee hij de kwartfinale van de CAF Champions League bereikte. In de loop van het seizoen 2004/05 viel hij even in als vervanger voor de ontslagen Franky Van der Elst.
In 2006 stapte Ariël Jacobs op als technisch directeur van KRC Genk. Hij werd de nieuwe coach van Lokeren, waarna Genk Reynders aan boord haalde als de nieuwe technisch directeur. De club werd onder zijn leiding in 2007 vicekampioen. Op kerstdag 2008 werd Reynders ontslagen. Enkele maanden later verhuisde hij terug naar Lokeren. Hij werd er opnieuw scout en hoofd jeugdopleidingen. 
Tijdens het seizoen 2009/10 besloot voorzitter Roger Lambrecht om Reynders dichter bij het eerste elftal te betrekken. Sinds de zomer van 2010 was Reynders sportief directeur bij Lokeren. Op 30 augustus 2018 werd hij er ontslagen na tegenvallende resultaten.